# Walter Maas
Walter Alfred Friedrich Maas (Duitsland, Mainz, 18 juli 1909 – Nederland, Bilthoven, 1 december 1992) was een groot voorvechter en belangenbehartiger van de moderne muziek en jonge componisten in Nederland. Hij was de oprichter van de Stichting Gaudeamus ter bevordering van de eigentijdse muziek.

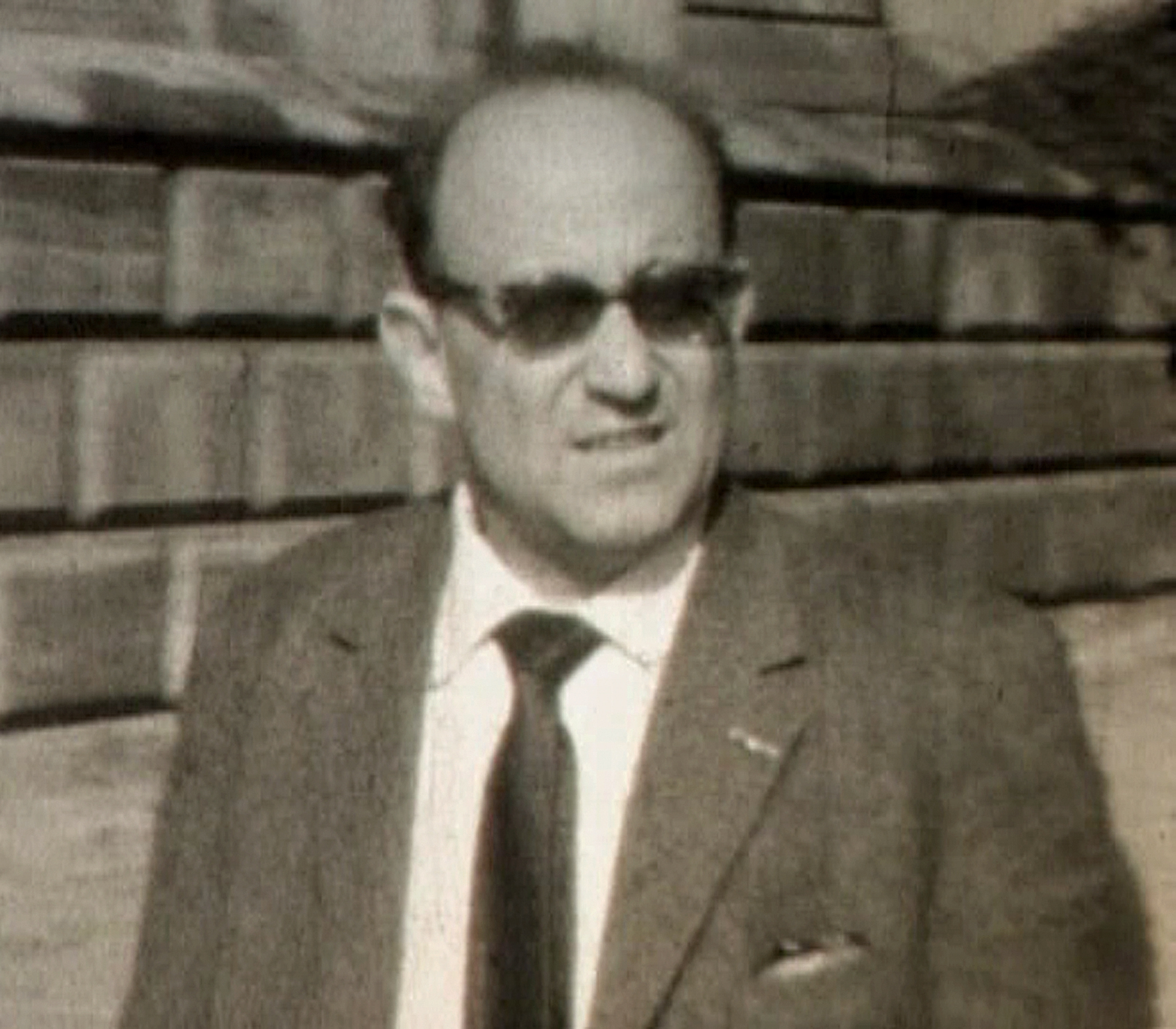
W. A. F. Maas in Krakau - september 1965

In 1933, na de machtsovername door de nazi's, emigreerde Walter Maas vanuit Mainz naar Nederland. In Huize Gaudeamus in Bilthoven heeft hij enige maanden in de oorlog als onderduiker gewoond. Deze villa uit 1925 was ontworpen door Frants Röntgen, een zoon van de eerste bewoner, de componist Julius Röntgen. Toen Maas na de Tweede Wereldoorlog opnieuw zijn intrek nam in het huis, was hij vastberaden iets terug te doen voor alle hulp en steun die hij van de Nederlanders had ontvangen in de oorlog.

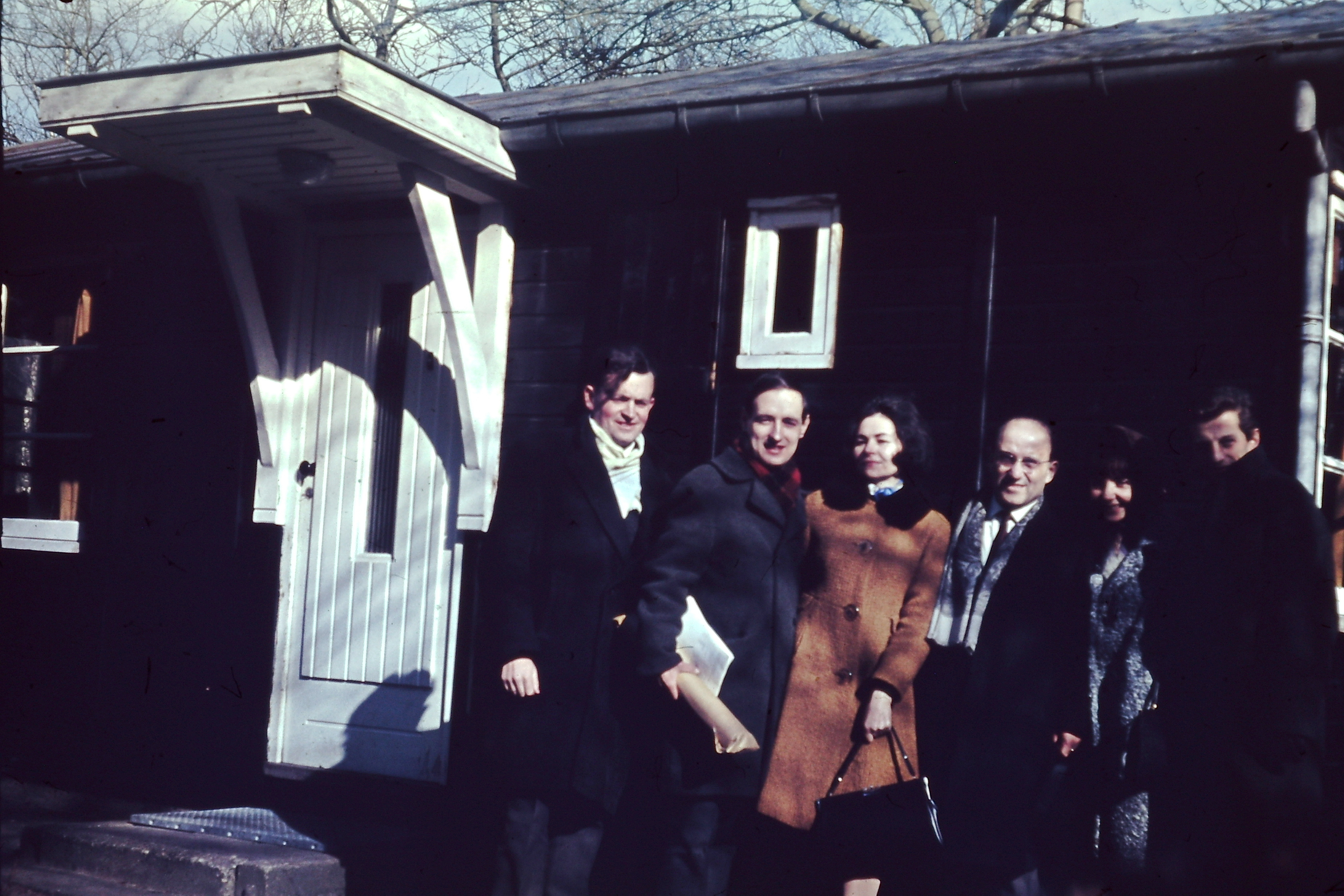
Bilthoven - MW 2 Ensemble voor het kantoor van de Stichting Gaudeamus. Van links: Marek Mietelski, Adam Kaczyński – ensemblemanager, Barbara Niewiadomska, Walter A. F. Maas - oprichter en voorzitter van de Stichting, Barbara Świątek en Stanisław Radwan - (maart 1965)

Kort nadat Walter Maas in 1949 officieel eigenaar werd van Huize Gaudeamus richtte hij samen met Henk Stam de Stichting Gaudeamus op. Zijn plan was het pand belangeloos ter beschikking te stellen van Nederlandse componisten, om zo een bijdrage aan de culturele wederopbouw van Nederland (en Bilthoven en omgeving) te kunnen leveren.
Sinds de oprichting van de Stichting Gaudeamus hebben vele componisten en musici elkaar in het huis kunnen ontmoeten. Hiertoe behoren onder meer Ton de Leeuw, Peter Schat, John Cage, Olivier Messiaen en Karlheinz Stockhausen.
In 1960 ontving Maas een Zilveren Anjer voor de wijze waarop hij met zijn stichting de hedendaagse gecomponeerde muziek in Nederland tot grote bloei heeft helpen brengen.
Maas is tot op het laatst actief gebleven in de promotie van de (hedendaagse) muziek. Na zijn overlijden in 1992 schonk Walters broer Ernst als enige erfgenaam het huis aan de Maas-Nathan Stichting. Huize Gaudeamus kreeg de naam Walter Maas Huis en heeft tot eind 2010 dienstgedaan als 'buitenplaats voor culturele verkenningen' en ontmoetingsplek voor de professionele kunstsector.